# Іда Шрайтер
Іда Шрайтер (нім. Ida Schreiter; нар. 1912 — 20 вересня 1948, Гамельн, Німеччина) — ауфзеєрін (наглядачка трудового відділення) з 1939 по 1945 роки в Равенсбрюку.
Після Другої світової війни Іду Шрайтер притягнули до відповідальності британські окупаційні сили в Німеччині. Її звинуватили в тому, що вона брала участь у «виборі» ув'язнених, яких в подальшому вбивали або доводили до смерті через умисне перевантаження роботою чи недбале ставлення. На сьомому судовому процесі щодо Равенсбрюку її засудили за воєнні злочини до смертної кари. 20 вересня 1948 року британський кат Альберт Пірпойнт виконав вирок і повісив Шрайтер на шибениці в'язниці Гамельна.